# Pozzo (Mulazzo)
Pozzo è una frazione del comune italiano di Mulazzo, nella provincia di Massa-Carrara, in Toscana.

## Storia
Pozzo fu probabilmente fondato nel Medioevo, quando, insieme a Montereggio, divenne il feudo più piccolo della Lunigiana. Il feudo si formò dopo che Moroello Malaspina marchese di Mulazzo lasciò i propri territori ai tre figli nel 1573. Il primogenito, Giovan Paolo, divenne il primo marchese di Pozzo; il secondogenito, Francesco Antonio, divenne marchese di Mulazzo e Parana; il terzogenito, Galeazzo, dopo essere divenuto maggiorenne nel castello di Pozzo, diventò cavaliere gerosolimitano. Il governo di Giovan Paolo durò undici anni, fino alla sua morte, nel 1584. Gli eredi di Pozzo e Montereggio erano i suoi figli: Leonardo e Giulio Cesare, che governarono congiuntamente, anche se il legittimo marchese era Leonardo. Il figlio di Leonardo, Ottavio, non ebbe prole e si suicidò dopo aver redatto testamento nel 1646. Fu l'ultimo marchese di Pozzo.
Pozzo ha dato i natali  il 7 dicembre 1913 al noto dantista Livio Galanti, che fu anche sindaco democristiano di Mulazzo. A lui è dedicata infatti la scuola elementare di Arpiola di Mulazzo.

## Monumenti e luoghi d'interesse

### Chiesa di San Giorgio
La chiesa parrocchiale di Pozzo è dedicata a San Giorgio.

### Santuario della Madonna del Monte
Il Santuario della Madonna del Monte, già antico ospitale e piorato monastico benedettino, è situato sul Monte della vicina località di Crocetta.

### Castello di Pozzo
Il castello di Pozzo sorge all'inizio del borgo fortificato, incorporato nelle mura. All'interno non è rimasto quasi nulla di originale, eccetto una cappella di famiglia al piano inferiore, molto rifinita. Il castello nei secoli cambiò proprietario più volte. Dopo i Malaspina ne entrarono in possesso nel XVIII secolo i membri di una famiglia emergente di proprietari terrieri di Pozzo, ma che avevano possedimenti anche tra Montereggio e Parana: i Biagini, attuali proprietari del castello di Corlaga, nel comune di Bagnone.